# Котуш
Котуш — село в Україні, у Камінь-Каширській громаді Камінь-Каширського району Волинської області. Населення становить 262 осіб.

## Назва
У 2002 р. селу Катуш було повернено історичну назву.

## Географія
Село розташоване на лівому березі річки Турії.

## Історія
У 1906 році село Хотешівської волості Ковельського повіту Волинської губернії. Відстань від повітового міста 64 верст, від волості 5. Дворів 30, мешканців 219.

## Населення
Згідно з переписом УРСР 1989 року чисельність наявного населення села становила 280 осіб, з яких 134 чоловіки та 146 жінок.
За переписом населення України 2001 року в селі мешкали 262 особи. 100 % населення вказало своєю рідною мовою українську мову.